# شاه عبدالعزیز دهلوی
شاه عبدالعزیز دهلوی (۱۱ اکتبر ۱۷۴۶–۵ ژوئن ۱۸۲۴) محدث و صوفی مجدد و مصلح اهل هند بود. او از فرقه صوفی نقشبندی بود که از سنت واکنش خشونت‌آمیز علیه مدرنیزه کردن فرهنگ سنی بیرون آمد. این سنت الهام بخش تحقیقات سنی بعدی از جمله پدر او شاه ولی‌الله بود. او اولین کسی بود که هندوستان تحت سلطه بریتانیا را دارالحرب اعلام کرد . برای همین او را پیشگام جنبش آزادی هند نامیده‌اند. اکثر مدارس حدیث آموزی هند که تا به امروز وجود دارد، نام شاه عبدالعزیز را در رأس شجره نامه خود دارند.

## زندگی‌نامه
عبدالعزیز در دهلی در زمان سلطنت امپراتور مغول محمد شاه (۱۷۱۹–۱۷۴۸) به دنیا آمد. دهلی پایتخت امپراتوری مغول بود. عبدالعزیز پسر ارشد شاه ولی‌الله تنها ۱۷ سال داشت که پدرش درگذشت. او به جای پدرش معلم حدیث مکتب حنفی شد.

## فتوا علیه استعمار انگلیس
او هندوستان تحت سلطه بریتانیا را دارالحرب (سرزمین جنگ) اعلام کرد و اعلام کرد که بر هندوها و مسلمانان واجب است که برای آزادی، عدالت علیه دولت انگلیس جنگ کنند. او در فتوای خود نوشت که بیرون راندن بریتانیا باید هدف اصلی باشد تا پس از آن مسلمانان یا هندوها یا هر دو در کنار هم قدرت را در دست بگیرند. بر اساس آن، شاه عبدالعزیز به درستی پیشگام جنبش آزادی هند تلقی شده‌است.

## دربارهٔ تشیع
شاه عبدالعزیز به شدت از شیعیان انتقاد می‌کرد. با اینکه آن‌ها را مرتد یا غیر مسلمان نمی‌دانست، اما آن‌ها را بدعت گذار و اعمالشان را شبیه به هندوها یا غیر مسلمانان می‌دانست. او در نامه‌ای به اهل سنت توصیه می‌کند که اولاً به شیعیان سلام نکنند. از نظر او، اهل سنت نباید با شیعیان ازدواج کنند، از خوردن غذای آن‌ها و حیواناتی که توسط شیعیان ذبح می‌شوند، اجتناب کنند. در سال ۱۷۷۰ میلادی، نجیب الدوله، حاکم روهیلا درگذشت و کنترل افغانستان بر قدرت در دهلی ضعیف شد. شاه عالم، امپراتور مغول به دهلی بازگشت و سیاست سکولار را در پیش گرفت و یک ژنرال شیعه به نام نجف خان را منصوب کرد. نجف خان در سال ۱۷۸۲ درگذشت، اما نفوذ او به شیعیان کمک کرد تا در دهلی مستقر شوند. این امر برای شاه عبدالعزیز قابل قبول نبود و او آن را توطئه شیعه نامید. وی برای ایجاد ترس در میان اکثریت و برانگیختن آن‌ها در کتاب (تحفه اثنی عشریه) چنین می‌نویسد:
«در منطقه‌ای که ما زندگی می‌کنیم، مذهب «اثنا عشریه» آنقدر رایج شده که از هر خانواده یکی دو نفر شیعه هستند».
او در کتاب «ملفوظات شاه عبدالعزیز» می‌گوید که پس از اخراج احمدشاه ابدالی، آن‌طور که پدرش شاه ولی‌الله پیش‌بینی کرده بود، شیعی در دهلی باقی نماند. چگونه جامعه‌ای که سی سال پیش به‌طور کامل پاک شده بود، توانست در این‌مدت کوتاه به این تعداد بالا برسد؟
واقعیت تا حدودی در این میان نهفته‌است: شیعیان رانده شده شروع به بازگشت و اسکان در خانه‌های خود کرده بودند و به راهپیمایی‌های محرم ادامه می‌دادند که باعث ناراحتی او شده بود.
او اکثر کتاب‌های موجود علیه شیعیان را، البته به زبان خودش و پس از افزودن اندیشه‌های خود، در یک کتاب واحد «تحفة اثنا عشریه» گردآوری کرد. شاه عبدالعزیز کتاب خود را در سال ۱۷۸۹ میلادی با نام نویسنده مستعار «حافظ غلام حلیم» منتشر کرد. این کتاب در مقطع بسیار مهمی در تاریخ شبه قاره ظاهر شد. در قرن نوزدهم، چاپخانه به هند معرفی شد و نشریات ارزان‌تر شدند. این کتاب در مقیاس وسیع و توسط نخبگان اهل سنت منتشر شد. ترجمه عربی آن به خاورمیانه فرستاده شد. اولین پاسخ شیعیان کتابی از میرزا محمد کمیل دهلوی با عنوان «نزهت اثنا عشریه» بود که نویسنده به بهانه معالجه توسط والی اهل سنت جاجار دعوت شد و مسموم شد. آیت الله سید دلدار علی نقوی، متکلم برجسته شیعه آن زمان، حاشیه‌های جداگانه‌ای برای فصول اصلی آن نوشته‌است. شاگردانش مفتی محمدقلی موسوی و مولانا سید محمد نقوی نیز پاسخ‌نامه نوشتند. اما کتابی که در محافل علمی محبوبیت زیادی پیدا کرد، «عبقات الانوار فی امامت ائمة الاطهار» نوشته آیت الله میرحامد حسین موسوی است که شامل ۱۸ جلد است.

## مراسم محرم
در اواخر قرن هجدهم، نفوذ جنبش وهابی به رهبری محمد بن عبدالوهاب از طریق حجاج و روحانیون هندی که از حجاز بازدید می‌کردند، سواحل هند را لمس کرد. شاه عبدالعزیز اجرای تعزیه و سایر هنرهای مرتبط با بزرگداشت محرم را به شدت مورد انتقاد قرار می‌داد، رساله کوتاهی با عنوان «سر الشهادتین» تألیف کرد که در آن بزرگداشت محرم را به عنوان خواست خدا برای زنده نگهداشتن یاد امام حسین توصیف کرد. وی همچنین گفت که شهادت امام حسن و امام حسین از نظر روحی مثل شهادت حضرت محمد (ص) بوده‌است. او خود در محرم مجالس عمومی ترتیب می‌داد.
رضوی می‌گوید:
«در نامه‌ای به تاریخ ۱۸۲۲ م دربارهٔ دو مجلس می‌نویسد که در خانه‌اش برگزار می‌کرد و از نظر شرعی کاملاً درست می‌دانست. یکی در سالروز رحلت حضرت محمد (ص) و دیگری به مناسبت شهادت امام حسن و امام حسین در دهم محرم یا یکی دو روز قبل از آن برگزار شد. پانصد و تا هزار نفر در آنجا جمع شدند. درود خواندند. پس از آمدن خود شاه، عظمت امام حسن و امام حسین، چنان‌که در آثار حدیثی آمده‌است، بیان شد. پیشگویی‌های مربوط به شهادت آن‌ها، شرایطی که منجر به آن شد و شرارت کسانی که آن‌ها را کشتند نیز بازگو شد. مرثیه‌های شهادت آنان که ام سلمه و یاران پیامبر شنیده بودند نیز بیان شد. آن رؤیاهای هولناکی که ابن‌عباس و دیگر اصحاب پیامبر در مورد غم و اندوه پیامبر از مرگ غم‌انگیز نوه اش دیدند نیز خوانده شد. جلسه با ذکر قرآن و فاتحه بر هر غذای موجود به پایان رسید. کسانی که می‌توانستند یک سلام یا مرثیه‌ای را با آهنگ بخوانند، این کار را انجام می‌دادند. حاضران از جمله شاه عبدالعزیز گریستند. اما در قرن نوزدهم بود که جنبش‌های پاکسازی و احیاگر حذفی در میان مسلمانان شروع به ظهور کردند. محرم فقط مختص شیعیان شد.

## میراث

### آثار
شاه عبدالعزیز ۵۰ سال پس از ترجمه فارسی شاه ولی‌الله، زمانی که زبان اردو جایگزین فارسی شده بود، قرآن را به اردو ترجمه کرد. او تفسیر پدرش را از سوره مائده تا آیه سیزدهم حجرات به پایان رساند. او چندین کتاب نوشت و دیکته کرد، حتی اگر تعدادی از آن‌ها در تعداد (از پنجاه تا نزدیک به دویست) متفاوت باشد. او آرای حقوقی متعددی را به رشته تحریر درآورد که عمدتاً مذاهب عامیانه، به ویژه تکریم مقدسین در شیعه را محکوم می‌کرد. در تلاش برای ادغام با سیستم قدرت استعماری بریتانیا، با هدف بلندمدت ورود مسلمین به خدمات عمومی امپراتوری بریتانیای هند آموزش زبان انگلیسی را به جامعه مسلمان سنی پیشنهاد کرد.

## کتاب‌ها

### فتوای عزیز
فتوای عزیز، یکی دیگر از کتاب‌های معروف، مجموعه فتوا (پرسش و پاسخ در مسائل دینی) است.

### تحفه اثنا اشعری
یا «هدیه اثنی عشری» کتابی در رد شیعه امامی
وی در این کتاب به شرح تاریخ، عقیده و معارف شیعه پرداخته‌است. او می‌گوید که تقریباً هیچ خانه‌ای از اهل سنت وجود نداشت که برخی از اعضای آن شیعه نشده باشند. آن‌ها چیزی در مورد ایمان جدید خود و حتی در مورد سنی بودن نمی‌دانستند. از این رو، نویسنده، به قول خودش، این کتاب را گردآوری کرده‌است تا اطلاعاتی را در اختیار افرادی قرار دهد که واقعاً به چنین مباحثی علاقه داشتند. پس از انتشار کتاب، بسیاری از علمای شیعه پاسخ‌هایی برای کتاب نوشتند. یکی از علمای شیعه (محقق طباطبایی) در مقاله «موقف الشیعه من هجمات الخصوم» این پاسخ‌ها را تا ۲۵ برشمرده است.

## مرگ
شاه عبدالعزیز در صبح هفتم شوال ۱۲۳۹ هجری قمری / ۵ ژوئن ۱۸۲۴ در دهلی در زمان سلطنت اکبر شاه دوم امپراتور مغول درگذشت.